# Carlo Bergamini
Carlo Bergamini (San Felice sul Panaro, 24 oktober 1888 - Bij Asinara, 9 september 1943) was een Italiaanse Admiraal (Ammiraglio d'Armata) tijdens de Tweede Wereldoorlog. Hij was aan boord van het slagschip Roma, toen het tot zinken gebracht werd door een Fritz X.

## Leven
Carlo Bergamini werd op 24 oktober 1888 geboren in San Felice sul Panaro. Hij ging in 1905 naar de academie van de marine in Livorno, waar hij in 1908 afstudeerde en Guardiamarina werd in de Regia Marina. Hij nam deel aan de Italiaans-Turkse Oorlog op de kruiser Vettor Pisani. Gedurende de Eerste Wereldoorlog was hij hoofd van de artillerie van de kruiser Pisa. In 1918 werd hij onderscheiden met de Zilveren medaille voor Dapperheid voor zijn rol tijdens een operatie voor de kust van Albanië.
Zijn eerste commando was de torpedobootjager Giacinto Carini. Tijdens de interbellum, werd hij bevorderd tot Ammiraglio di Divisione (Schout-bij-nacht), en droeg bij met het ontwerpen van het vuurleidingssysteem dat op de meeste Italiaanse oorlogsschepen later werd toegepast.

## Tweede Wereldoorlog
Bij het begin van de Tweede Wereldoorlog voerde Bergamini het commando over de 4a Divisione Navale en de 9a Divisione Navale. Hierna werd hij stafchef van het 1e Squadra Navale. Hij nam deel aan de slag bij Kaap Spartivento, aan boord van het slagschip Vittorio Veneto.
Op 5 maart 1943 verving hij Angelo Iachino als bevelhebber van de Squadra Navale (de gehele Italiaanse marine).
In de vroege uren van 8 september 1943, zou de vloot de geallieerde landingen bij Salerno (Operatie Avalanche) tegen moeten houden. Later die avond, werd Bergamini geïnformeerd over de Italiaanse wapenstilstand. Hij kreeg de opdracht om het door de geallieerden gecontroleerde Tunesië te bereiken en zijn vloot verliet La Spezia, voor de Italiaanse marinebasis in La Maddalena.

De route van de vloot van Bergamini.

Op 9 september 1943, kreeg Bergamini het nieuws dat La Maddalena gevallen was, en nu in Duitse handen was. De vloot vertrok toen naar Tunesië. Later die middag, werd Bergamini's vloot aangevallen door een groep van Duitse bommenwerpers in de buurt van Porto Torres. Bergamini's vlaggenschip Roma opende niet meteen het vuur, maar volgde de orders van Pietro Badoglio. Toen de schepen uiteindelijk wel terug vuurden, was het duidelijk dat de Duitse vliegtuigen buiten het bereik van de luchtafweerkanonnen bleven. Hierop volgend werd de Roma geraakt door een Fritz X geleid wapen, een wapen toentertijd onbekend bij de Italianen. Bergamini en 1350 opvarenden werden gedood, toen het schip explodeerde en zonk.

## Militaire loopbaan
- Luitenant-ter-zee (Guardiamarina): 1 december 1908[1][4]
- Luitenant-ter-zee (Sottotenente di Vascello): 18 april 1915
- Luitenant-ter-zee (Tenente di vascello):[3]
- Korvetkapitein (Capitano di Corvetta):
- Fregatkapitein (Capitano di Fregata): 25 september 1926[2][1]
- Kapitein-ter-zee (Capitano di Vascello): 1934[4]
- Commandeur (Contrammiraglio): 1 januari 1938[1][2][3][4]
- Schout-bij-nacht (Ammiraglio di Divisione): 1 januari 1939[1][2][4]
- Vice-Admiraal (Ammiraglio di Squadra): 24 juli 1941[2][3][4]
- Luitenant-admiraal (Ammiraglio di squadra designato d'Armata):
- Admiraal (Ammiraglio d'Armata) (Postuum):[1] 8 september 1943[5]

## Onderscheidingen
- Orde van Sint-Mauritius en Sint-Lazarus
  - Commandeur[3]
  - Ridder op 1 juni 1930[6]
- Ridder in de Militaire Orde van Savoye[4] op 3 maart 1942[7][6]
- Grootofficier in de Orde van de Italiaanse Kroon[3]
- Gouden medaille voor Dapperheid[3][4] op 20 december 1943[8][6]
- Zilveren medaille voor Dapperheid (2)[4] op 2 oktober 1918[6] en 1942-1943[1][6]
- Oorlogskruis (Italië) (3)[6][4]-(2)[3]
- IJzeren Kruis 1939, 2e Klasse[6][4]
- Herinneringsmedaille van de Italiaanse-Turkse Oorlog 1911 – 1912